# Picassoparken
Picassoparken, före 1972 Österbroplanteringen, Österbroparken och - från 1946 - Figaroparken, är en park vid Nissan i Östra förstaden i Halmstad. Den har fått namn efter Pablo Picasso, vars betongskulptur Kvinnohuvud restes där 1971. Parken sträcker sig från Österbro och Österskans i norr till Slottsbron i söder och ligger mellan Nissan och Strandgatan.
Området låg ursprungligen i Snöstorps kommun på mark som inköptes av Halmstad 1879. Kajanläggningarna i Halmstads hamn låg då utmed Hamngatan på Nissans västra strand, men etableringen av järnvägen gjorde att kajer behövdes också på den östra sidan. Industrispår lades ut utefter åns östra sida ända upp mot Österbro för att underlätta omlastning från järnväg till sjöfart och tvärtom. Fartygstrafiken var igång fram till 1956, då Slottsbron anlades och hindrade fortsatt sjöfart uppströms.
Sydost om Österbro anlades under tidigt 1900-tal tre små, långsmala gräsmattor med buskar och träd och planteringar. Tillsammans utgjorde de en liten park som också fick planteringar. Dess norra del, drygt 50 meter, sträckte sig ända ner till Nissans strand. Parken kallades för Österbroplanteringen eller Österbroparken, samt från 1946 för Figaroparken. I planteringen placerades 1937 Axel Einar Lindskougs skulptur Danserskan, vilken hade donerats till kommunen av köpmannen Ivar Wennerholm (död 1976). Den förstördes senare 1976 genom vandalisering.
Lions Club skänkte 1962 Walter Bengtssons skulptur Laxen går upp.
Vägingenjören Stig Nordströms (1911-1991) tog kontakt med Pablo Picasso om att göra en skulptur till Halmstad, vilket ledde till att kommunen fick rätt att låta tillverka betongskulpturen Kvinnohuvud. Skulpturen, som Picasso modellerat i papp, göts i betong av Carl Nesjar. Det 15 meter höga konstverket kom på plats i parken 1972. 
Axel Wallengren donerade 1994 sin skulptur ”Lyrträdet” till Halmstads kommun, som placerade den i Picassoparken. År 2002 flyttades Ulla och Gustav Kraitz skulptur ”Förankrad farkost” också till Picassoparken från platsen framför Örjansskolan. 

## Najaden
Fullriggaren Najaden kom till Halmstad den 20 juli 1946 och fick fast förtöjningsplats på Nissans östra sida omedelbart söder om Österbro. Hon flyttades till Halmstads slott i samband med byggandet av Slottsbron 1956.

## Skulpturer i Picassoparken
- Danserskan av Axel Einar Lindskoug, tidigt 1930-tal (nedtagen 1976 efter att ha vandaliserats)
- Kvinnohuvud av Pablo Picasso, vitmålad blästrad betong, 15 meter hög, 1971[4]
- Laxen går upp av Walter Bengtsson, 1958, rest 1962, fontänskulptur i koppar
- Lyrträdet av Axel Wallenberg, brons och söndrumsgranit, 1994
- Förankrad farkost av Ulla och Gustav Kraitz, diabas, stengods och granit, 1991, flyttad till Picassoparken 2002 från utanför Örjansskolan

## Bildgalleri

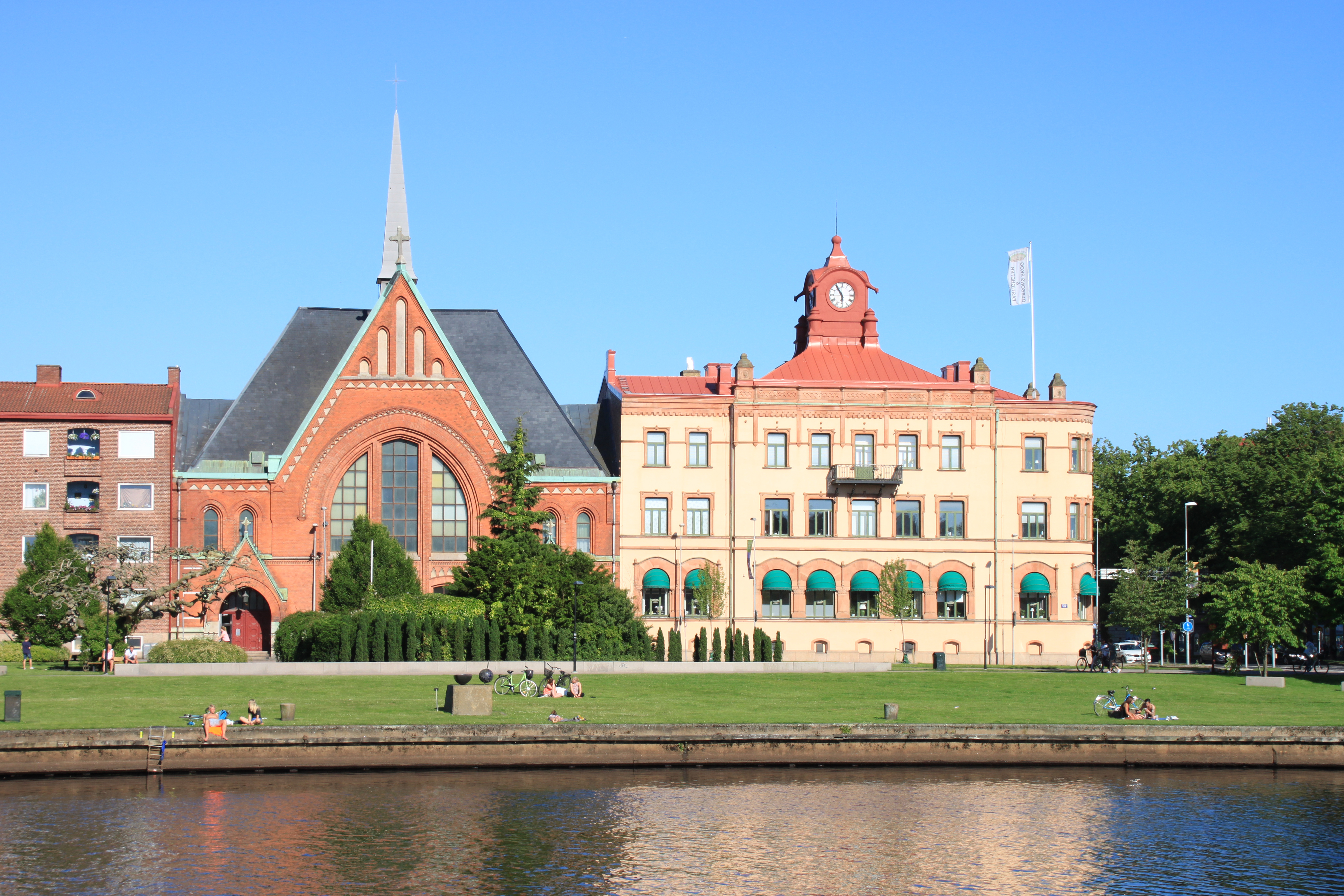
Södra delen av Picassoparken, mot Viktoriagatan, 2015, med Immanuelskyrkan och Riksbankshuset
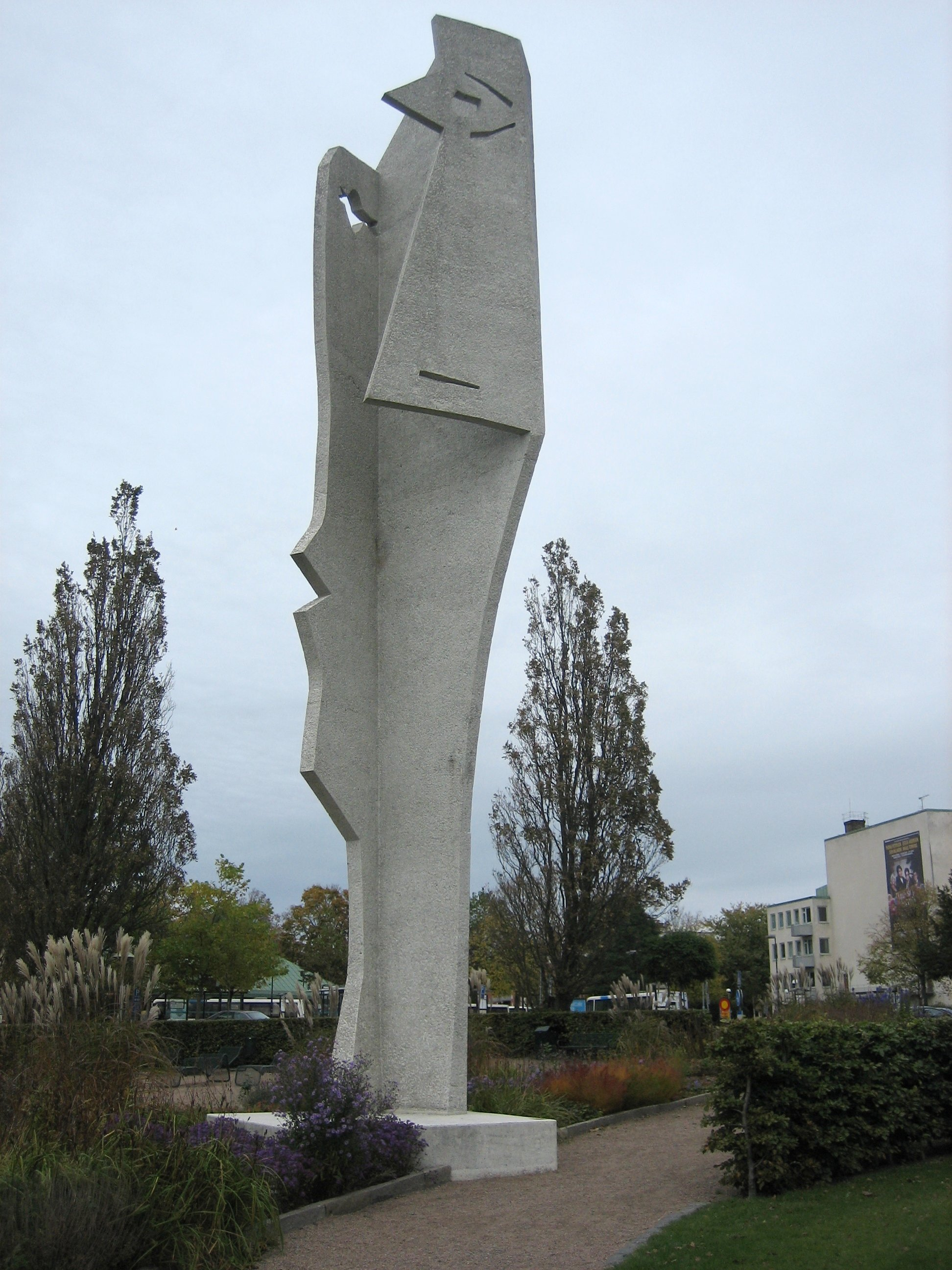
Kvinnohuvud av Pablo Picasso
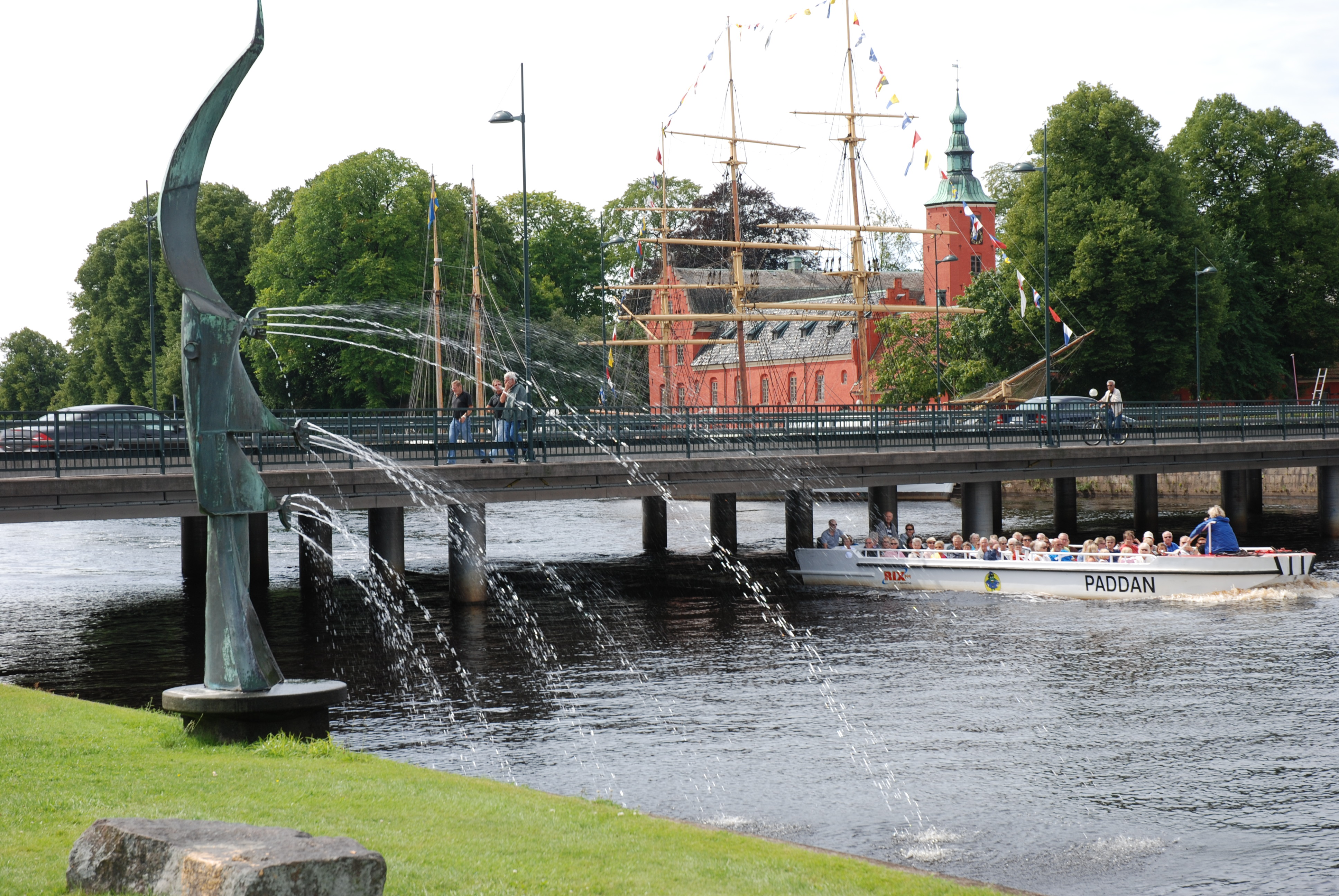
Laxen går upp av Walter Bengtsson. I bakgrunden Slottsbron och Halmstads slott
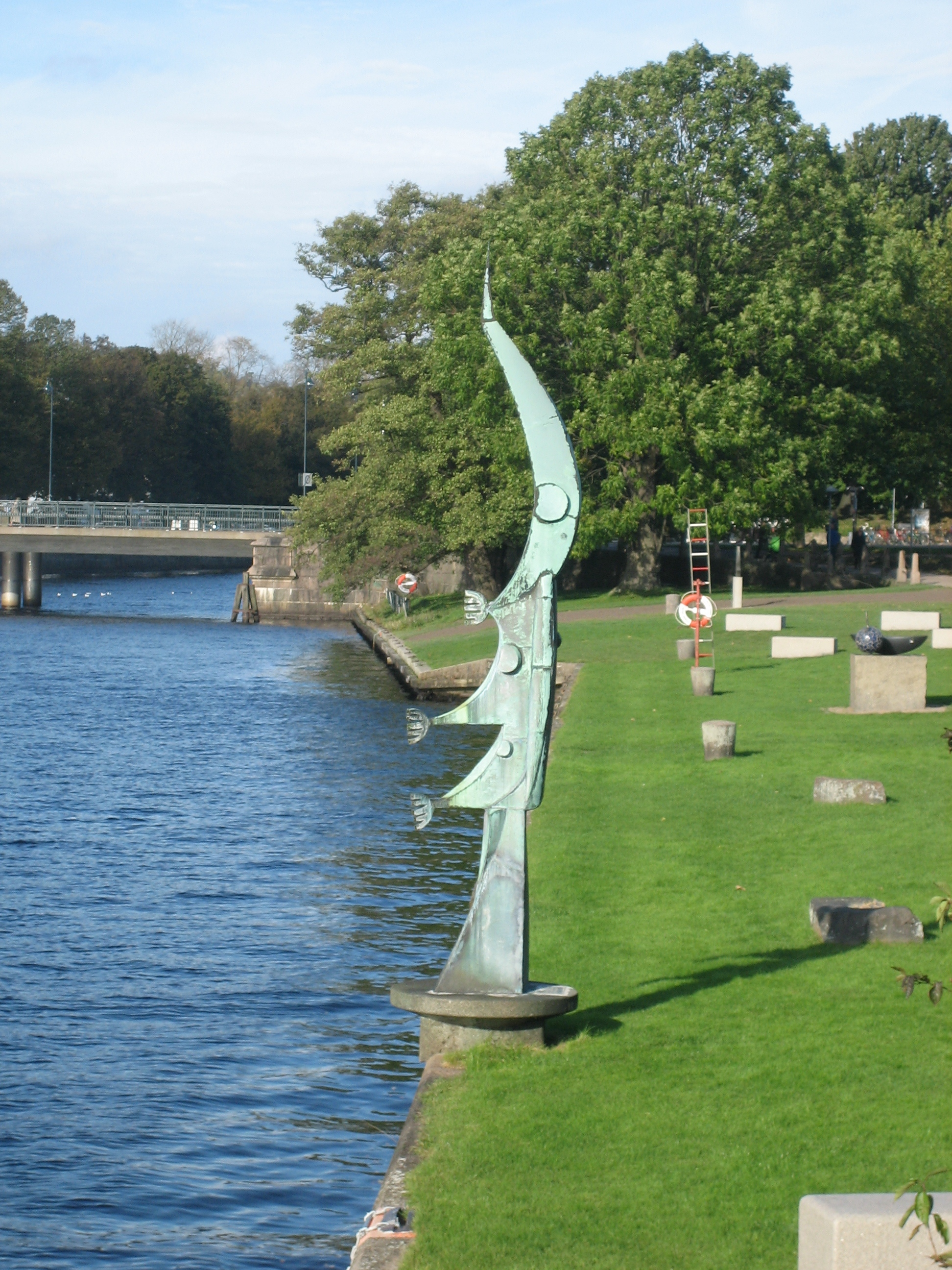
Laxen går upp av Walter Bengtsson
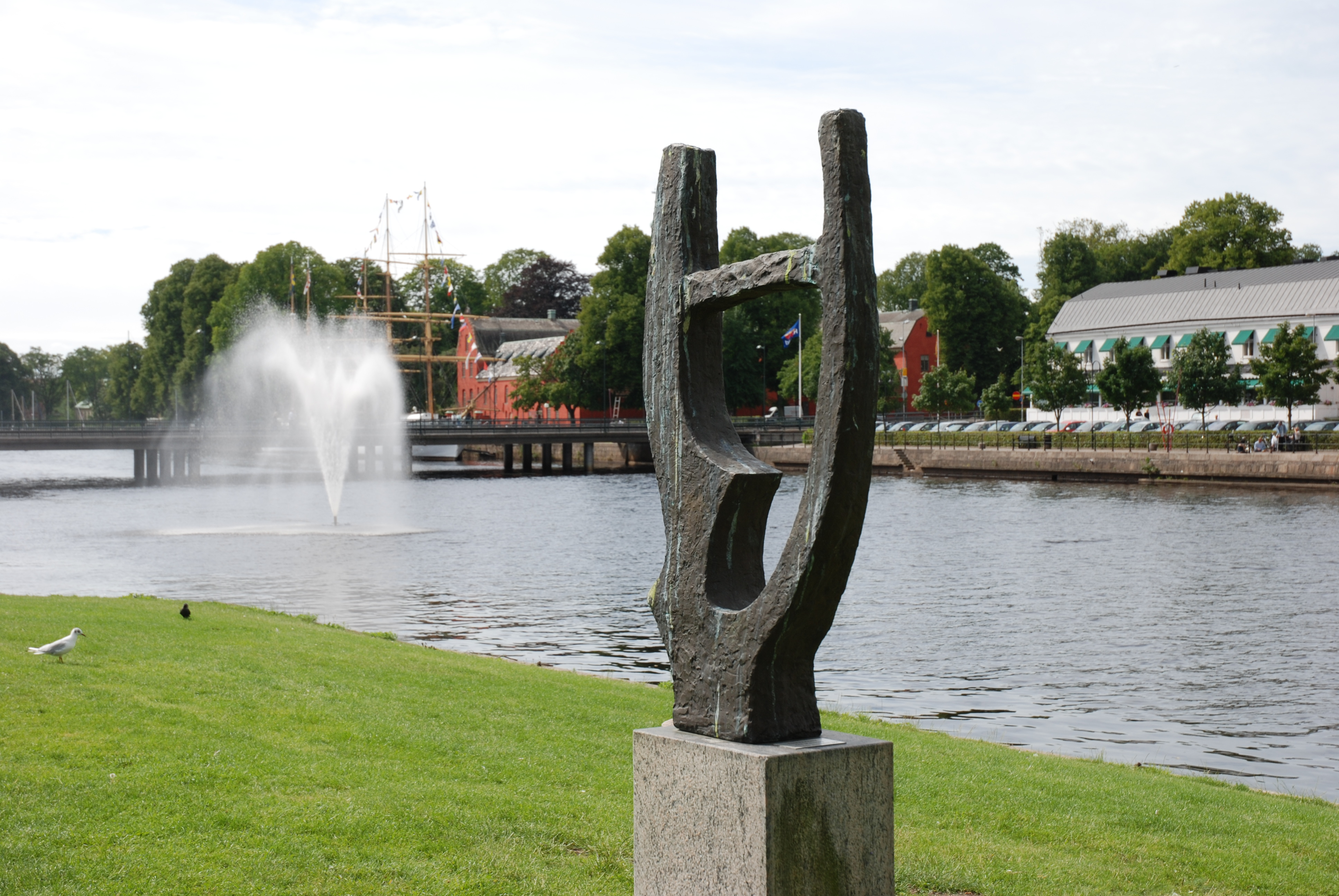
Lyrträdet av Axel Wallenberg
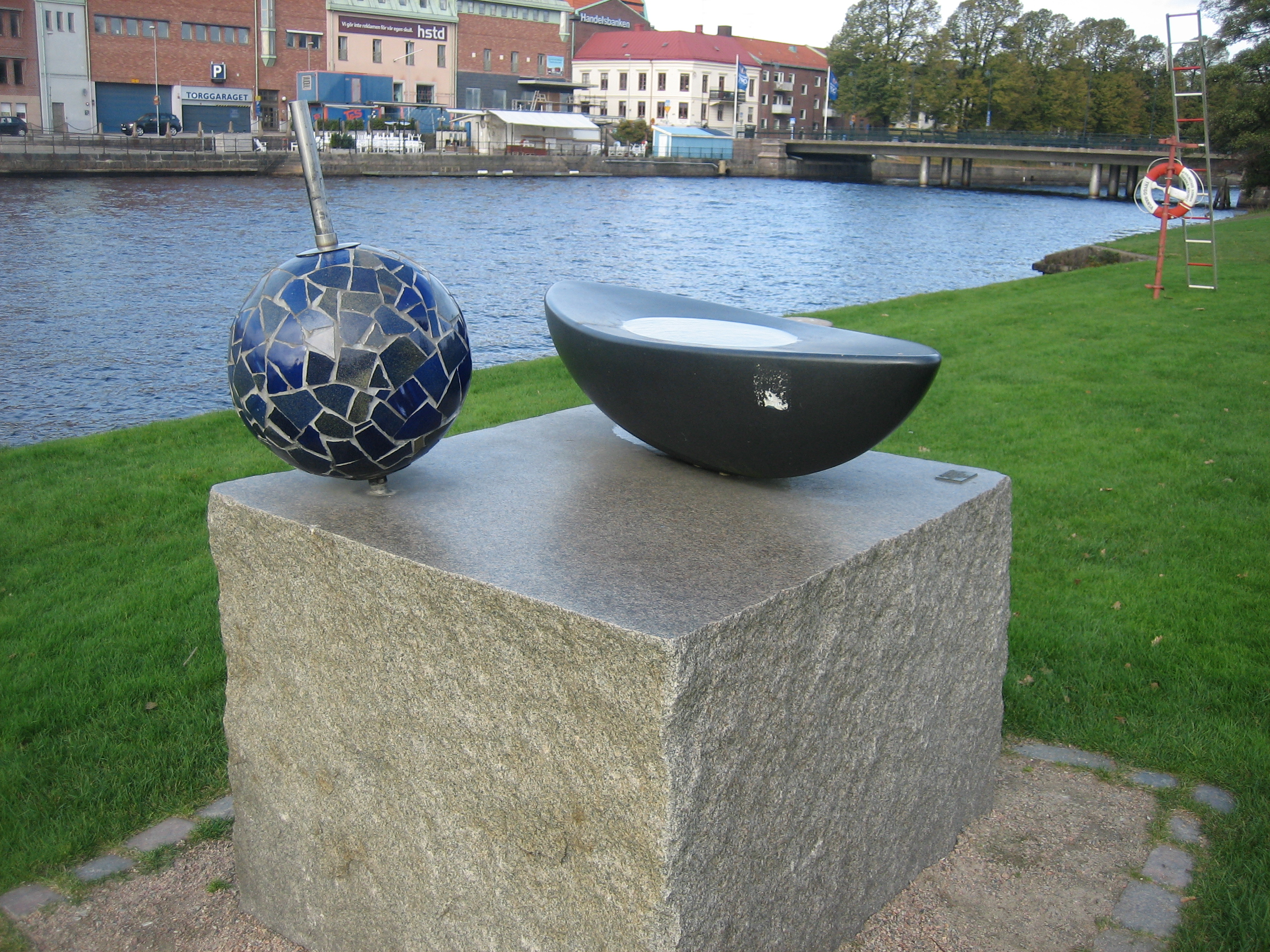
Förankrad farkost av Ulla och Gustav Kraitz
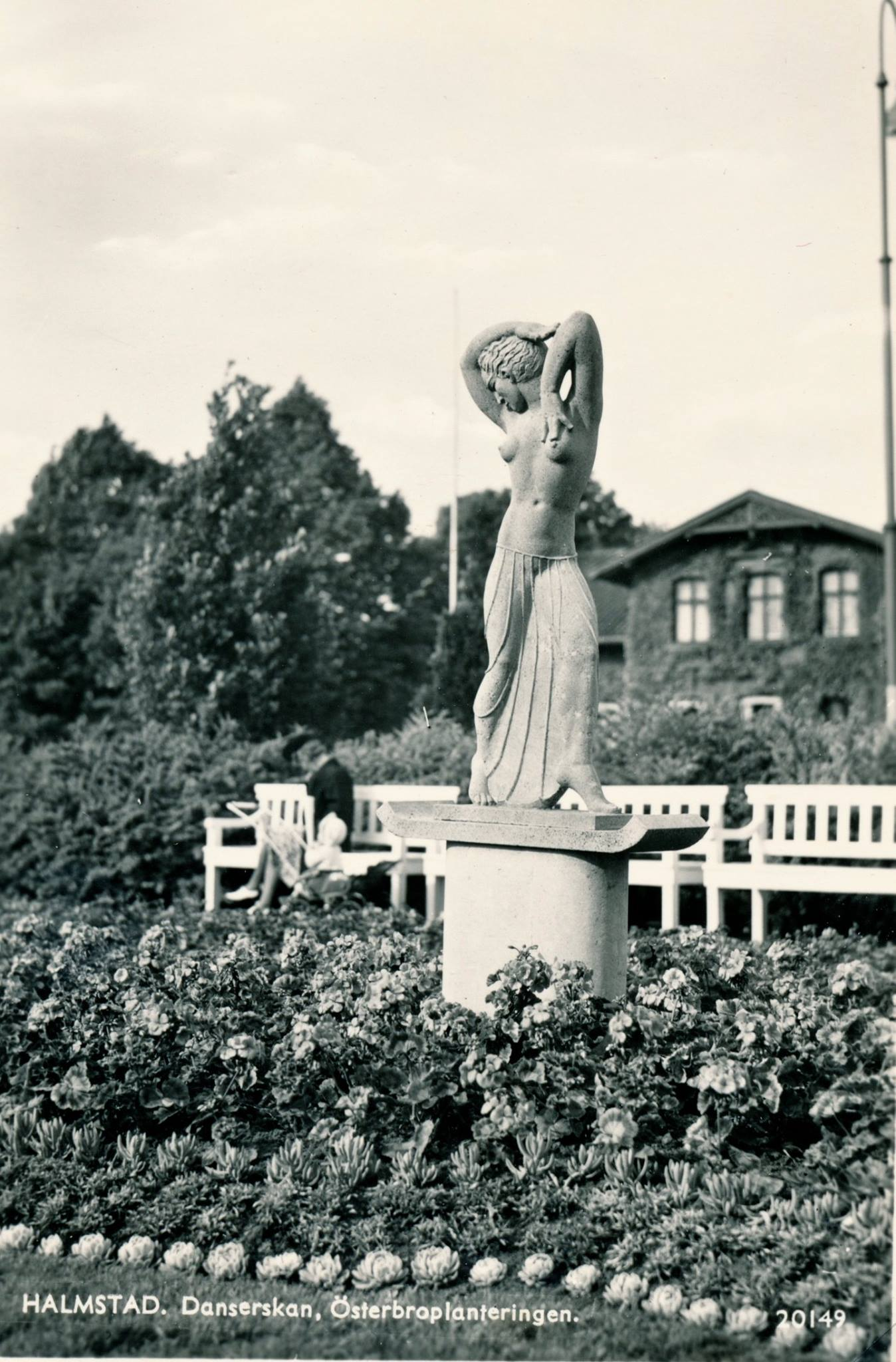
Danserskan av Axel Einar Lindskoug, nedtagen 1976